# Pseudeustrotia semialba
Pseudeustrotia semialba là một loài bướm đêm trong họ Noctuidae.